# Lago do Passo de Montanha Trente
O Lago do Passo de Montanha Trente é um lago de montanha localizado em Conthey, cantão de Valais, na Suíça. Próximo ao Monte Gond que se localiza a 2709 m de altitude.